# Ефимцево (Калужская область)
Ефимцево — село в Ульяновском районе Калужской области России. входит в состав сельского поселения «Село Волосово-Дудино».
В 2020 году селу присвоено почётное звание Калужской области «Рубеж воинской доблести»

## История
В 1965 году Указом Президиума ВС РСФСР село Перестряж переименовано в Ефимцево, в память о Герое Советского Союза Ефимцеве Николае Михайловиче.

## Население
| 2002 | 2010 |
| ---- | ---- |
| 128  | ↘114 |

## Инфраструктура
Личное подсобное хозяйство с зоной сельскохозяйственного использования, индивидуальная застройка усадебного типа.
Основа экономики — сельское хозяйство. Действует животноводческое хозяйство.
Ефимцевский ФАП.

## Памятные места, достопримечательности
Братская могила советских воинов (Ефимцево). Захоронено 4317 человек
.  

## Транспорт
Рядом с селом находится аэродром Ефимцево, предназначавшийся для сельхозавиации.